# تپه شهر سوخته ۱۸۳
تپه شهر سوخته ۱۸۳ مربوط به هزاره سوم و ۲ قم است و در شهرستان زابل، بخش شیب آب، دهستان لوتک، روستای حومه شهر سوخته، ۱۷/۲ کیلومتری جنوب غربی پایگاه باستان‌شناسی شهر سوخته واقع شده و این اثر در تاریخ ۱۵ اسفند ۱۳۸۵ با شمارهٔ ثبت ۱۷۹۶۹ به‌عنوان یکی از آثار ملی ایران به ثبت رسیده است.